# 四葉遊戲
《幸運四葉草》（英文：Cross Game）是安达充的日本漫畫作品。小學館漫畫賞第54回（平成20年度）少年向部門得獎作品。電視動畫在2009年4月5日開始播出。香港於2010年6月12日起逢星期六17:30～18:30於翡翠台播出。台灣於2011年8月19日起逢星期一至星期六18:00～19:00於壹綜合播出。

## 簡介
樹多村光是運動用品商店老闆的兒子，樹多村家與在附近經營棒球練習中心和咖啡店「四葉草」的月島家是世交，光與月島家的四姐妹是青梅竹馬：沉穩的長女一葉、與他最要好的次女若葉、不投緣的三女青葉，還有活潑的四女紅葉。起初對棒球並無興趣的光，看到青葉的投球姿勢後就暗生仰慕之情，並開始暗地里按照青葉的每日訓練表練習。但是，小學5年級的夏天，次女若葉因突發的意外離開了這個世界。成為初中生的光，雖然沒有加入棒球部，但仍然堅持練習，以若葉最後的心願「甲子園」為目標。
到了高中，光和小學時代的好友赤石、中西一起加入了棒球部，同時棒球部亦分成了由棒球留學生及選拔測試合格生組成的一軍，和作為次選的預備軍。屬于預備軍的光在夏天地區選拔賽之前，與一軍進行了比賽，可惜輸了。進入暑假，一軍參加了甲子園的預選賽，而預備軍卻要在荒廢了的小學進行特訓。暑假進入後半，校長代理命令預備軍解散，而前野教練卻要求他們再和一軍比一次。這場比賽青葉也有參加，最終預備軍艱苦獲勝，反過來一軍被逼解散，一軍教練、校長代理、棒球留學生也轉去他校。春天，光是高二，青葉是高一，他們的青春正式開始。
光成為星秀學園的王牌。而此時青葉也加入了棒球部，命運的齒輪微妙地開始轉動了…

## 登場人物

### 主要人物
樹多村光（聲：入野自由／香港：曹啟謙／台灣：蔣鐵城）
6月10號出生，跟若葉同一天同一家醫院出生。
星秀學園高中部（初登場時：小學5年生）
從小就非常會做生意，不會打棒球，但從三歲開始常於月島打擊場擊時速超過100公里的球，為月島打擊場的全壘打王，後來被雄平打破。
堅守與若葉的約定，並從赤石口中得知，若葉生前最後的夢，才正式開始打棒球,立志替若葉完夢，最終成爲十年難得一遇的壓倒性強投（控球力和速度都是首屈一指）。
右投右打的投手，與龍旺的決賽中投出160公里的速球，是隊中王牌。若葉喜歡的人，卻常與她妹妹青葉吵起來。投球姿勢是參考青葉，因若葉生前苦苦哀求下，才教光仔投球。
投球威力驚人，三振率極高的速投，後來在青葉的指導下學會多種變化球，只有少數強棒如東、三島和三木等能夠從其手中取得過全壘打。擁有優秀的內野防守能力、耐力和危機處理能力，每場比賽都完投整場。
家中是經營體育用品店。
擔任打擊第6棒，因自幼在月島擊球中心經常擊球，擁有不錯的打擊能力，最終在與龍旺學院的決賽中隊長赤石和阿東被雙殺後打出關鍵的全壘打幫助星秀進軍甲子園。
與青葉一樣不善於表達內心所想，在決定是否能夠進軍甲子園的大賽前夕甚至爲小茜的手術擔憂而徹夜未眠。
雖然和青葉的關係十分差，幾乎每次見到都要吵架，但卻比誰都要理解青葉，最後與青葉成為戀人。
小時候便一直仰慕青葉的投球，對於青葉有一種特殊的情感，但不擅於表達自己的情感。在與瀧川茜命運般的邂逅後帶給其極大的震撼，更與小茜有着曖昧的關係，但其後開始瞭解到自己對青葉的感情，在對兩人感情之間不斷徘徊。
學歷：區立千川北小學－星秀學園中學部－星秀學園高中部
月島青葉（聲：戶松遙／香港：張頌欣／台灣：）
月島家三女。星秀學園中學部3年級（初登場時：小學4年級）。
右投右打。投手。血型是B型。
小時候已經喜歡光, 但因為若葉提起青葉不要跟她搶光, 至此若葉死後這句話一直成為青葉心中的一根刺, 其後青葉故意討厭光。
能夠投出130公里的速球，曾在四年級時與若葉表示「只喜歡能夠投出160公里速球的男孩」。
對棒球十分有天分，連日本女子棒球代表隊教練都希望青葉能夠加入。後來因為希望全力輔助星秀學園進入甲子園而放棄加入代表隊。
非常不擅長烹飪，煮出來的食物難以下嚥。東雄平曾因吃下青葉所煮的義大利麵被送進醫院，間接導致球隊出局(真實原因為盲腸炎，與食物多半無直接關係)。
在棒球部很受歡迎，不擅於表達心裡所想。喜歡光仔。
學歷：區立千川北小學－星秀學園中學部－星秀學園高中部
月島若葉（聲：神田朱未／香港：劉惠雲／台灣：詹雅菁）
6月10號出生，跟光仔同一天同一家醫院出生，血型是AB型。
月島家次女。在小學五年級的時候為了救夏令營的低年級生而意外溺水身亡。（初登場時：小學5年級）。
非常喜歡光仔，聰明伶俐，與眾人關係都很好。
生前最後的一個夢是小光是投手,赤石是捕手,舞台是全場爆滿的甲子園"。
雖然早逝，但卻是連系光與青葉之間的橋樑
學歷：區立千川北小學
東雄平（聲：櫻井孝宏／香港：黃啟昌、李凱傑（代配）／台灣：林士程）
小光棒球隊隊友，是隊中的四號擊球手，左打。
一壘手，守備穩定。
經常記不住周邊不關鍵的人名與長相，只會記得有棒球才能的人。
年幼時在樓梯上玩耍時跌倒，哥哥東純平因救他而受傷，斷送大好棒球前途，之後以代哥哥去甲子園為目標。
登場初期眼中只有棒球，性格冷酷，其後漸漸改變。
真心喜歡青葉，曾稱她為「目前惟一想交往的人」。為人沉默，卻觀察入微，寄居於光仔家，是跟光仔強投齊名的強打，是光仔的好夥伴。
代表賽中"最強左打者"，有"怪物"之稱。
瀧川茜（聲：神田朱未／香港：劉惠雲／台灣：詹雅菁）
樣子非常像已故的若葉，在登場的時候幾乎所有人都認為那是若葉長大的樣子。
6月25日出生，血型是A型。
瀧川家的獨女，家中開蕎麥麵店，聖泉女學院三年級生，擅於畫畫，長得十分可愛且善解人意
以青葉為投手形象的畫作獲得了甲子園海報冠軍，可以印在大螢幕上。
成績優異，美藝部成員，家中沒有兄弟姐妹。
對光仔有好感，在情人節當天送贈光巧克力，曾經在赤石撮合下與光仔約會，對若葉的事十分有興趣，認為若葉是沒有缺點的女孩，更曾向青葉表示自己像若葉一樣喜歡青葉和光仔。
為人善良有禮，可惜身體並不太健康，在對龍旺的決賽當天需要做手術。
在四葉咖啡店打工。

### 星秀學園

#### 棒球部
赤石修（聲：乃村健次／香港：何承駿／台灣：林士程）
星秀學園高中部棒球部隊長（高中三年級時），捕手。
為人單純，小時候一直暗戀若葉，看出光仔的投球才能並培訓他，想跟光仔一起完成若葉的棒球夢。
且因若葉關係有意無意撮合光仔與小茜。
原本小學時是投手，球速達100公里，後因若葉的夢，而在國中部轉為捕手，高中與光組成投捕搭檔。
擔任打擊第5棒。
雖然外表不像，但其實是一個細心溫柔的人，把若葉寫的「加油」二字珍藏，
很努力收集不同對手的資料，以去甲子園為目標。

中西大氣（聲：園部好德／香港：劉奕希／台灣：賀宇傑）
體型龐大，很喜歡吃東西，經常被身邊的人勸減肥。
但性格隨和，很容易忘記不開心的事情。
提議小光在高中加入棒球部，後擔任三壘手及打擊第3棒。
女朋友為田徑部的中河今日子。

千田圭一郎（聲：岸尾大輔／香港：李致林／台灣：賀宇傑）
初中時為投手，後因性格特點改為遊擊手。
為人好勝及愛出風頭，常不知附近發生的事，亦常被人記錯名字。
常以為自己非常受歡迎及注目，其實大家也懶得再糾正他。
擔任打擊第1棒。

東純平（聲：真殿光昭／香港：伍博民／台灣：賀宇傑）
東雄平的哥哥，27歲。
原本是鷹尾實業高中的精英兼四棒，有壓倒性的強投實力，在高二的夏天打進地區大賽的亞軍，卻在選拔賽時因為救從樓梯上摔下來的弟弟雄平而造成足部韌帶斷裂，
葬送了甲子園甚至是選手生涯，但並不怪弟弟，而是希望雄平能夠享受棒球。
現從事水果蔬菜的運輸工作，追求並向月島一葉求婚，條件是星秀學園打進甲子園，所以成為臨時擊球教練以另一種方式重新找尋棒球夢。

卷原（聲：遠藤大輔／香港：馮錦堂／台灣：陳彥鈞）
棒球部前輩，在與一軍的比賽中努力出風頭，希望引起一軍注意，最後卻因轉組無望而努力打好比賽。
高中畢業後便出來工作，但仍然關心棒球部的事情。

前野千太郎（聲：稻葉實／香港：黃子敬／台灣：林士程）
星秀學園的教練，比起勝負，很執著眾人對棒球的態度。
雖然年紀老邁，內心仍然熱愛棒球，對指導棒球亦很有經驗，會用不同的方法團結隊員及增強隊員的實力。
經常對光仔說「讓我做個好夢吧！」。

大久保博子（聲：龜岡真美／香港：陳琴雲／台灣:詹雅菁）
星秀學院高中野球部經理，為大久保橫道的孫女，食量非常大。
性格隨和，刻苦耐勞，對棒球隊的事情盡心盡力。

大久保横道（聲：麥人／香港：張炳強）
星秀學院理事長，常在赤石家喝酒。
在一軍跟預備組的比賽中起了關鍵作用。

加藤
星秀學園校長，因病入院，獲大久保理事長的信任。

糸山徹（日本：堂坂晃三）

#### 學生
志堂理沙（聲：平田裕香／香港：梁少霞／台灣：詹雅菁）
性格刁蠻任性，希望透過加入棒球部引起傳媒注意，為一軍的經理人，實際上只是掛名。
初為星秀學園的學生，後因拍攝電影「王牌偶像」而離開，因隊員的幫助而感動，很關心棒球部的情況。
因看到青葉的投球而啟發她，從而成功加入電影拍攝。
中河今日子（聲：須藤繪里花／香港：何璐怡／台灣：）
田徑部，中西的女朋友。

#### 轉任、轉校
志堂英太郎（聲：齊藤次郎／香港：朱子聰）
志堂理沙的父親，原為代理校長，後被理事長開除，並與志堂理沙的母親離婚。
大門秀悟（聲：古澤徹／香港：陳廷軒／台灣：賀宇傑）
曾為星秀學院高中野球部監督，後被開除，性格卑鄙下作，品行惡劣，不擇手段，而轉到黑駒實業擔任監督但一次次被擊敗。
三木龍正（聲：宮崎寬務／香港：梁偉德）
因和大門秀悟不和而轉到無名學校都立瀨，花兩年時間帶領隊伍，後與黑駒實業的比賽中獲勝。
岸部啟介（聲：堂坂晃三／香港：張裕東）
神川昇（聲：齊藤次郎）

### 龍旺學院高校
三島敬太郎（聲：野島健兒／香港：黃榮璋／台灣：陳彥鈞）
視樹多村光為對手。
是東少數第一次見面就記住長相與名字的人。
龍旺的第四棒兼三壘手。
大賽中與雄平並列的打擊手，為"大賽最強右打者"。
及川卓郎（聲：奈良徹／香港：胡家豪）
龍旺的王牌投手。右投。春季預賽優勝投手。打擊程度也頗高。
志摩野忠（聲：浜田賢二）
為人自滿，雖有擊球天份，但其他人大多對他敬而遠之。
松島（聲：鈴木恭輔）
龍旺的投手。左投。為人沉著冷靜，擅長低角球。
久保雄二
龍旺學院的監督。

### 月島家
月島清次（聲：川津泰彥／香港：陳永信／台灣：陳彥鈞）
月島家的男主人。51歳（初登場時：46歳）。
棒球練習場（咖啡店）的經營者。
月島若葉（聲：神田朱未／香港：劉惠雲／台灣：詹雅菁）
參見主要人物
月島青葉（聲：戶松遙／香港：張頌欣／台灣：）
參見主要人物
月島一葉（聲：豐口惠／香港：曾佩儀／台灣：石采薇）
月島家的長女。大學3年級（初登場時：高中1年級）。
為人成熟，亦充當媽媽照顧三個妹妹。最終答應純平的求婚。
月島紅葉（聲：下屋則子／香港：何璐怡／台灣：詹雅菁）
月島家的四女。千川北小學5年級（初登場時：幼稚園生）。
経歴：區立千川北小學
年紀雖小，但思想成熟，能理解青葉獨特的想法。
與光仔感情很好，亦有時一起打棒球，本身擅於游泳。
喜愛與家中的貓（野茂）一起玩。
受男孩歡迎，經常有男孩找她玩耍，但自己稱那些並不是男朋友，只是「後備」而已。
月島洋子
月島家的四姐妹的母親。故人，享年41歲。原名為朝見洋子。
野茂（聲：野澤雅子）(nomo)
月島家所飼養的貓。
朝見水輝（聲：柿原徹也／香港：梁偉德、陳卓智（代配）／台灣：賀宇傑）
青葉的表弟（其父與青葉的母親為姐弟關係），擅長登山，目標成為登山家。
喜歡著青葉。
常掛在嘴上：「你們不知道嗎？表姐弟也可以結婚。」
朝見菊次（聲：麻生智久）
朝見勇
朝見水輝的父親，是一位登山家。

### 樹多村家
樹多村健作（聲：鈴木琢磨／香港：張錦江／台灣：賀宇傑）
樹多村光的父親。47歳（初登場時：42歳）。
體育用品店的經營者。
樹多村君江（聲：冰上恭子／香港：許盈／台灣：詹雅菁）
樹多村光的母親。43歳（初登場時：38歳）。

## 動畫

### 主題曲
片頭曲
「Summer rain」
作詞 / 作曲 - 小渕健太郎、編曲 - 可苦可樂、歌 - 可苦可樂
片尾曲
第1話  - 第13話、第30話、第31話（插入歌）
「恋焦がれて見た夢」
作詞 / 作曲 - 絢香、編曲 - 常田真太郎、歌 - 絢香
第14話 - 第26話
「オレンジDays」（Orange Days）
作詞 - SQUAREHOOD、作曲 - SQUAREHOOD&NATABA、編曲：NATABA、歌 - SQUAREHOOD
第27話 - 第39話
「燃えるような恋じゃないけど」
作詞 / 作曲 - 秋野温、編曲 - 鶴、歌 - 鶴
第40話 - 第49話
「リハーサル」（Rehearsal）
作詞 / 作曲 - 近藤夏子、編曲 - 藤澤慶昌、歌 - 近藤夏子
第50話
「恋スル乙女」※スペシャルエンディング
作詞 / 作曲 - 近藤夏子、編曲 - ：藤澤慶昌、歌 - 近藤夏子

### 各話標題
1. 四片葉子的三葉草
2. 最討厭了
3. 好好的？
4. 秘密武器
5. 能借個鍋給我嗎？
6. 你誰啊？
7. 我很挑長相的
8. 真像啊
9. 打起精神上吧
10. 別開玩笑了
11. 別嘻皮笑臉的
12. 決一勝負吧
13. 夏季集訓營
14. 幾分？
15. 好好享受吧
16. 我哪知道啊
17. 真麻煩啊
18. 海選？
19. 回憶的
20. 朝見水輝
21. 暫且不論
22. 小看了吧
23. 要反敗為勝的吧
24. 別放棄啊
25. 那可榮幸了
26. 我知道的
27. …或許是吧
28. 讓比賽結束吧
29. 說誰呢！？
30. 若葉
31. 會長大麼
32. 等等
33. 這又是命運…嗎
34. 新年快樂
35. 2月14日
36. 參加女子棒球
37. 因為睡了個好覺吧
38. 初次約會
39. 一直一直
40. 笨蛋們！
41. 進軍甲子園！
42. 各自的夏天
43. 還是那樣呢…
44. 失投…嗎？
45. 那是我的台詞吧！
46. 有種令人不祥的預感啊
47. 可以撒謊嗎？
48. 好
49. 有在享受著嗎？
50. 在這世界中最…

### 各話標題（香港）
（以下標題以無綫電視翡翠台重播時的字幕為準） 

第 01 集：四片葉的四葉草 

第 02 集：最討厭的人 

第 03 集：認真？ 

第 04 集：秘密武器 

第 05 集：能否借鍋子給我？ 

第 06 集：你是誰？ 

第 07 集：以貌取人 

第 08 集：很相像 

第 09 集：穩紮穩打 

第 10 集：別開玩笑了 

第 11 集：不要冷笑

第 12 集：決勝負吧 

第 13 集：夏日宿營 

第 14 集：多少分 

第 15 集：多點享受吧 

第 16 集：我怎麼知道 

第 17 集：真為難 

第 18 集：試鏡？ 

第 19 集：回憶中的 

第 20 集：朝見水輝 

第 21 集：無論如何 

第 22 集：是否輕視了？ 

第 23 集：會反敗為勝吧？ 

第 24 集：不要放棄 

第 25 集：真是光榮 

第 26 集：我知道啊 

第 27 集：可能是吧 

第 28 集：結束它吧 

第 29 集: 是誰? 

第 30 集: 若葉 

第 31 集: 是長大了嗎? 

第 32 集: 等等 

第 33 集: 又是命運嗎? 

第 34 集: 新年快樂 

第 35 集: 2月14日 

第 36 集: 進軍女子棒球? 

第 37 集: 是因為睡得好吧 

第 38 集: 第一次約會 
 
第 39 集: 一直以來 

第 40 集: 蠢材 

第 41 集: 去吧，甲子園 

第 42 集: 各自的夏天 

第 43 集: 仍是老樣子 

第 44 集: 投球失誤? 

第 45 集: 這是我的台詞 

第 46 集: 有種不祥的預感 

第 47 集: 我可以撒謊嗎? 

第 48 集: 好極 

第 49 集: 享受著嗎? 

第 50 集: 世界第一

## 播放電視台
| 東京電視台 星期日10:00－10:30節目           | 東京電視台 星期日10:00－10:30節目            | 東京電視台 星期日10:00－10:30節目 |
| ------------------------------------------- | -------------------------------------------- | --------------------------------- |
|                                             | 四葉遊戲 （2009年4月5日－2010年3月28日）     |                                   |
| 楚楚可憐超能少女組 （2008年4月－2009年3月） | 動畫重播・各類介紹 （2010年4月－2010年10月） |                                   |

| 香港 翡翠台 星期六17:30－18:30節目                                                        | 香港 翡翠台 星期六17:30－18:30節目              | 香港 翡翠台 星期六17:30－18:30節目 |
| ----------------------------------------------------------------------------------------- | ----------------------------------------------- | ---------------------------------- |
|                                                                                           | 幸運四葉草 （2010年6月12日－2010年11月27日）    |                                    |
| 小雙俠                                                                                    | 寵物小精靈DP 17:30－17:55 係咪小兒科 17:55－18:30 |                                    |
| 香港 J2 星期一至五18:30-19:00節目                                                         |                                                 |                                    |
| 我們這一家 （第209集－第259集）                                                           | 幸運四葉草 （2011年3月21日－2011年5月27日）     | 大食懶加菲貓 （第1集－第104集）    |
| 香港 翡翠台 星期一至五 15:50-16:20節目 2012年12月10日停播 2013年1月17日因臨時節目調動停播 |                                                 |                                    |
| Yes! 光之美少女 GoGo (重播)                                                               | 幸運四葉草 （2012年11月14日-2013年1月24日）     | 爆丸II (重播)                      |

| 壹綜合 週一至六18:30－19:00節目（首播） 週一至六18:00－18:30節目(重播上集)、週二至日6:00－7:00節目(重播前晚集數) | 壹綜合 週一至六18:30－19:00節目（首播） 週一至六18:00－18:30節目(重播上集)、週二至日6:00－7:00節目(重播前晚集數) | 壹綜合 週一至六18:30－19:00節目（首播） 週一至六18:00－18:30節目(重播上集)、週二至日6:00－7:00節目(重播前晚集數) |
| --- | --- | --- |
| | 四葉遊戲 （2011年8月19日－2011年10月14日）                                                                       | |
| 銀魂 （第1－150話） （2010年12月28日－2011年8月18日）                                                            | 戀愛班長 | |
| 冠軍電視台 週一至五23:00－24:00節目 2012年8月15日因播出2012第三屆壹週刊娛樂大賞暫停播出                          | | |
| 銀魂 （第144 - 150集） （2012年6月4日－2012年6月13日）                                                           | 四葉遊戲 （2012年6月13日－播映中）                                                                               | — |

## 外部連結
- （可線上遊瀏覽日文版的第一話的24頁漫畫）（日語）
- 幸運四葉草（页面存档备份，存于） (香港TVB官方網站)（繁體中文）